# Jozef Roháč
Jozef Roháč (1956. szeptember 6. –) a magyar és szlovák alvilág legismertebb bérgyilkosa, aki először az Aranykéz utcai robbantás elkövetőjeként, majd Portik Tamás bűntársaként, az 1990-es évek végén pedig a Fenyő-gyilkosság feltételezett elkövetőjeként kapott nagyobb sajtónyilvánosságot.
Számos, a szlovák és magyar szervezett bűnözésben érdekelt és egyéb befolyásos személy meggyilkolásában használt robbanószerkezetet. A SME című újság szerint Roháčnak valamikor a szlovák és a magyar titkosszolgálattal is voltak kapcsolatai. Az Interpol nemzetközi körözése ellenére 9 évig sikerült elkerülnie a törvényt.
Roháčot – aki élete nagy részében hivatásos bűnöző volt – 1984-ben, Csehszlovákiában terrorizmusért 15 évre ítélték, mert elrabolta az egészségügyi miniszterhelyettest, és megpróbálta kivinni az országból. Később ő lett az első rab, aki megszökött az illavai börtönből. Hamarosan újra elfogták, és ő lett az 1989-es lipótvári börtönlázadás egyik szervezője. Václav Havel elnök széles körű amnesztiája miatt 1990-ben szabadult.
2011 áprilisában Roháčot kiadták Magyarországnak, ahol több merénylet miatt vádat emeltek ellene. Többek közt: Domák Ferenc ellen 1996-ban, Fenyő János ellen 1998-ban és Boros Tamás ellen 1998-ban elkövetett merényletek miatt. Az utóbbi bűncselekményben három járókelő is meghalt a robbantásban. Roháčra 2016 márciusában az ügyész életfogytiglani börtönbüntetést kért a bűntettei miatt indított közös tárgyaláson.

## Beceneve
Jozef Roháčot a szlovák és magyar médiában Potkan (Patkány) néven is emlegetik, másik gúnyneve a Čiapočka (Kiscsuklyás). A magyar alvilágban Fogászként ismerték. Roháč a múltban a következő személyazonosságokat használta: Josef Fink; Miloš Lukáč (1989 előtt) és Milan Lupták.[forrás?]

## Korai évei
Jozef Roháč a csehszlovákiai Léván született, és a mai napig ott van a hivatalos lakhelye. Öten vannak testvérek, apja alkoholista volt, gyerekkorukban verte őket. Saját elmondása szerint gyermekkora nem volt különösebben boldog, és gyakran keveredett verekedésekbe. Később kisstílű bűnözésbe kezdett: „verekedések, alkohol, a kommunista rezsim és a rendőrök szidalmazása” – emlékezett vissza Roháč az 1990-es évek elején.[forrás?]

## 1980-as évek
Jozef Roháč 1985-ben, a kommunista Csehszlovákiában követte el első nagy horderejű bűncselekményét, amikor felfegyverkezve elrabolta az egészségügyi miniszterhelyettest, hogy a határátkelésről tárgyalva megszökjön az országból.
Ekkor 29 éves volt, és épp akkor fejezte be a kötelező katonai szolgálatot Csehszlovákiában. Miután hivatalosan engedélyt kért az Ausztriába való utazásra, Roháč nyíltan arról beszélt, hogy ott marad. Az engedélyét megtagadták és két rendőr megjelent a lakásán, majd elkobozták az útlevelét. Egy barátjával együtt két pisztolyt szerzett és együtt rátámadtak Kováč egészségügyi miniszterhelyettesre, akit elraboltak. Elakadtak azonban a Pozsonyligetfalu-Berg határátkelőnél, ahol a rendőrség bekerítette őket. Roháč később azt állította, hogy azután döntött a megadás mellett, hogy Kováč egészségi állapota az autóban a hiányzó gyógyszerek miatt romlani kezdett.
Jaroslav Toman, a későbbi szlovák munkaügyi miniszter, Viera Tomanová férje, aki akkoriban magas rangú rendőrtisztként dolgozott Pozsonyban, egyike volt a bevetésen részt vevő rendőröknek, és Roháč lövése állítólag csak hajszál híján kerülte el őt. Toman tanúvallomása szolgált alapul Roháč gyilkossági szándékkal való megvádolásához, amit Roháč tagadott. Toman tettéért a Csehszlovák Szocialista Köztársaság határainak védelméért kitüntetést kapott. Annak ellenére, hogy az egész esetet államtitokká nyilvánították, Toman azonnal elmondta a feleségének. A történetet a TV JOJ 2008-ban hozta nyilvánosságra. Tomanová egy interjú során kijelentette, hogy férje élete végéig félt Roháčtól, és hogy akkoriban az egész családját fenyegették.
Jozef Roháčot terrorizmusért 15 évre ítélték, büntetését Illaván kezdte. Ő lett az egyetlen ember a kommunizmus alatt, aki valaha is megszökött az illavai börtönből, ami később tiszteletet szerzett neki a többi rab között. Végül újra elfogták, és az eredeti büntetésen felül további négy év börtönbüntetést szabtak ki rá. Az ezt követő börtönbüntetése alatt kezdett el verseket írni. Állítása szerint a lipótvári börtönben rendszeresen verték.

## 1990-es évek

### Szlovákiában

#### A lipótvári börtönlázadás
Jozef Roháč az 1990-es lipótvári börtönlázadás egyik szervezője volt, és azon kevés rabok egyike, akik közvetlenül tárgyaltak az akkori szövetségi belügyminiszterrel, Ján Langošsal. Jozef Roháč, aki már az Ilava börtönből való sikeres szökése miatt is hírhedt és elismert rab volt, hírnevét egy olyan incidenssel is öregbítette, amikor a börtönőrök brutálisan megverték, miután beszélt néhány rabbal, de ő még azt sem volt hajlandó elárulni, hogy kivel beszélt.
A lipótvári börtönből való szabadulása után Roháč folytatta bűnözői karrierjét. Nem sokkal a szabadulása után segített a testvérének néhány épület privatizálásában kényszerítéssel, amit egy későbbi interjúban be is vallott.[forrás?]
Az évek során Roháč a szlovák alvilágban a robbanószerkezetek szakértőjeként vált ismertté. A tervezés, az előkészítés, a végrehajtás és a bizonyítékok eltüntetése terén professzionalizmusáról szerzett hírnevet, és arról volt ismert, hogy 100%-os sikerességi arányt ért el (bár legalább egy olyan eset nyilvánosságra került, amikor az egyik robbanószerkezete leesett az autóról, és a célszemély így életben maradt).[forrás?]

#### Róbert Remiáš meggyilkolása
Róbert Remiáš egykori rendőrtiszt volt az a személy, akin keresztül Fegyveres Oszkár kommunikált az 1990-es évek Szlovákiájának egyik kulcsfontosságú politikai perében. Fegyveres volt titkos ügynök volt, aki tanúvallomást tett a szlovák köztársasági elnök fiának, ifjabb Michal Kováčnak Ausztriába történő elrablása ügyében. Fegyveres leírta Vladimír Mečiar miniszterelnök és Ivan Lexa, a Szlovák Információs Szolgálat igazgatójának részvételét ebben a bűncselekményben. Fegyveres 1996-ban már bujkált, és csak közeli barátján, Róbert Remiášon keresztül kommunikált.
A Szlovák Információs Szolgálat igazgatóhelyettese, Jaroslav Svěchota adta a megbízást Remiáš meggyilkolására a pozsonyi maffia akkori főnökének, Miroslav Sýkorának. Svěchota személyesen ismerte Sýkorát, a két férfi rendszeresen találkozott. Az eredeti per szerint Sýkora a merényletet Jozef Roháčra és Imrich Oláhra bízta. A nyomozók akkori vezetője szerint két másik ismeretlen férfi segítette őket, egyikük a Szlovák Információs Szolgálat munkatársa volt. Roháč robbanószerkezetet helyezett Remiáš autója alá, a hátsó tengelyhez rögzítve azt. Az autó 1996. április 29-én robbant fel a pozsonyi Karlova Vesben, a Karloveská utcában. A robbanás nem végzett Remiášsal azonnal, amint azt a tüdejében talált füstgázok és a szemtanúk beszámolói szerint hallott sikolyok bizonyítják, de nem sokkal később meghalt.
A pozsonyi regionális ügyészség a nyomozónak engedelmeskedve 2006-ban ejtette a vádakat Jozef Roháč és Imrich Oláh ellen Róbert Remiáš meggyilkolásával kapcsolatban.

#### Holub Róbert és Štefan Fabián meggyilkolása
Holub Róbert egy fiatal kassai maffiafőnök volt, akinek kapcsolatai voltak a Szlovák Információs Szolgálatban. Az egész kelet-szlovákiai régióban tevékenykedett. Általánosan elterjedt vélekedés szerint a szlovákiai főnökök főnökét, Mikuláš Černákot kereste meg néhány régiós társa, akik el akarták foglalni Holub jövedelmező üzleteit, és fizettek a meggyilkolásáért. Černák azt tervezte, hogy Holub helyére az alvezérét, Karol Kolárikot ülteti, akit lojálisabbnak tartott. Az első merényletkísérlet Holub ellen 1997 tavaszán kudarcba fulladt, miután Černák fegyveres csatlósainak egy csoportját elkapta a rendőrség. A kudarcot követően két bérgyilkost béreltek fel, akik rendőrnek adták ki magukat, hogy kicsalják Holubot a házából és meggyilkolják. Útban Holub lakása felé a két bérgyilkos észrevett egy autót, amelyről azt hitték, hogy követi őket, és úgy döntöttek, hogy megszakítják az akciót. A harmadik merényletet 1997. szeptember 22-én hajtotta végre Roháč. Egy Alojz Kromka által vezetett motorkerékpáron, amely egy kassai benzinkútnál közelítette meg Holubot, ő volt a motoros utasa. Roháč elővette Škorpion géppisztolyát, célba vette Holubot, de a fegyver beragadt. Elmenekültek, de Holub felismerte Kromkát, mert a motorozás iránti szenvedélyük közös volt, és korábban időnként együtt motoroztak. A bandája nem találta meg, ezért elrabolták a testvérét, Jánt, és megkínozták. Ján nem tudott a bátyja hollétéről, és nem vett részt semmilyen illegális tevékenységében. A sikertelen kihallgatás után Holub társa, Štefan Fabián agyonlőtte Jánt.
Černák egyre türelmetlenebb lett, és úgy döntött, csapdát állít. Meghívta Holubot Pozsonyba, azt állítva, hogy megadja neki Alojz Kromka hollétét. Holub 1997. szeptember 24-én érkezett meg a Hotel Danube-ba, és este bement a szálloda bárjába, hogy találkozzon Černákkal. Egy asztalnál ült Černákkal és Fabiánnal. Holub testőrei egy kivételével mind kint maradtak a kocsijukban, és az egyetlen embert, aki Holubbal és Fabiánnal együtt belépett a bárba, Černák emberei csendben félrevezették. Néhány perccel később álarcos Roháč belépett a bárba, és egy félautomata pisztolyból lövöldözni kezdett Holubra és Fabiánra. Fabián a helyszínen holtan esett össze, Holub azonban annak ellenére életben maradt, hogy négyszer eltalálták. Roháč és a helyszínen jelen lévő Černák bandatagok az egyik virágcserépbe dobták a fegyvereiket a szálloda előtt és elmenekültek. Holubot a kramárei kórházba szállították, ahol az orvosok megmentették az életét. Október 5-én az álarcos Roháč egy létra segítségével felmászott a kórház tetejére. Ezután közelebb sétált Holub szobájához, és az ablakon keresztül lövöldözni kezdett rá. Holub meghalt, miután 4 fejlövést kapott. Černák később beismerte, hogy ő szervezte a gyilkosságot.

#### Eduard Dinič meggyilkolása
1997. február 6-án a pozsonyi Holliday Inn szálloda előtt merénylők egy csoportja megölte Miroslav Sýkorát, a helyi maffia főnökét. A testvérek, Eduard és Róbert Dinič arra számítottak, hogy Sýkora csoportja hamarosan felbomlik, és a helyét ők akarták átvenni Pozsony vezető bűnözői csoportjaként. Ők leginkább a zsarolással kapcsolatos üzleteikről és a Vladimír Mečiar miniszterelnök alatti szlovákiai privatizációban való részvételükről voltak ismertek, de Sýkora elismert segítője, Róbert Lališ azonnal a csoport új főnökévé lépett elő. Lališ tisztában volt azzal, hogy versenytársaik megpróbálják majd kihasználni Sýkora halálát, és demonstrálni akarta eltökéltségét, hogy csoportja továbbra is domináns maradjon. A Dinič testvérek azonnal a fő célpontjává váltak, és Lališ utasította Roháčot, hogy végezze el a gyilkosságaikat.
1998. május 9-én este 8 óra előtt néhány perccel egy 10 kilogramm TNT-nek megfelelő erejű robbanás végzett Eduard Diničcsel a pozsonyi Zlaté piesky közelében. Dinič tisztában volt azzal, hogy élete veszélyben van, és már készülődött arra, hogy bujkálni fog, és ezen a napon még utoljára teniszezni akart, mielőtt elhagyja az országot. Roháč a robbanóanyagot a teniszpályához vezető keskeny járda betonlapjai alatt helyezte el, ahol Dinič köztudottan át szokott kelni. A robbanószerkezetet távvezérléssel abban a pillanatban robbantották fel, amikor Dinič rálépett. A rendőrség 150 méteres körzetből emberi szövetdarabokat gyűjtött össze, a robbanás több méter mély lyukat ütött.
Azt gondoltam, hogy itt a világ vége. Láttam, hogy egy fej nélküli torzó esik le a teniszpályára. A robbanás helyétől mintegy 100 méterre egy kéz feküdt. Hozzászoktam a különböző dolgokhoz, de amikor ezt láttam, el kellett mennem venni magamnak fél liter borovičkát.
A szlovák rendőrség pirotechnikusa, Miroslav Gona szerint, aki a helyszín megtekintése után azon a véleményen volt, hogy a gyilkos a közelben lehetett, olyan helyen, ahonnan jól láthatta a helyszínt. A robbanószerkezetet valószínűleg távirányítóval, garázskapuk távirányítójával vagy mobiltelefon segítségével robbantották fel, de ezek akkoriban még nem voltak elterjedtek Szlovákiában. Gona szerint a szerkezet legalább 1 méterrel a járda alatt volt, ami nagyszabású építkezésekre utal ezen a helyen. Úgy tűnik, senki sem vette észre az előkészületet.[forrás?]
A szlovák rendőrség 1999 decemberében megszakította a nyomozást az ügyben. Alena Toševová, a pozsonyi regionális rendőrigazgatóság munkatársa szerint "a nyomozást azért szakították meg, mert nem találtak olyan nyomokat, amelyek alapján vádat lehetne emelni bármely személy ellen".[forrás?] A szlovák nyomozók nem tudták kideríteni, hogy milyen robbanószerkezetet használtak. Meg kell jegyezni, hogy a robbanószerkezet ilyen elhelyezése egyedülálló Szlovákiában, az összes korábbi, robbanószerkezetet használó maffia-merényletnél a szerkezetet mindig az áldozat autójában vagy egy közelben parkoló autóban helyezték el.

#### Róbert Dinič meggyilkolása
Róbert Dinič nyíltan megmondta, hogy bosszút áll testvére haláláért, de csak 4 hónappal élte túl őt. Elvált, és rendszeresen meglátogatta volt feleségét a pozsonyi Pribišová utcai házban, hogy felvegye vagy elhozza két lányukat. Lališ tudott róla, és utasította az embereit, hogy parkoljanak le egy furgonnal a ház előtt, hogy megfigyeljék Diničet. 1998. október 4-én este 7 óra 40 perc körül. Jozef Roháč és Ivan Cupper kiviharzott a furgonból, és géppisztolyukból tüzet nyitottak Diničre és testőrére, Marián Fojtíkra, amint azok beszálltak Dinič autójába. Fojtíkot 7 lövés érte, Diničet pedig 19. Mindketten meghaltak a helyszínen. A merénylők ezután felrobbantották a furgont, és egy másik autóval menekültek el, amelyet később elszenesedve találtak meg egy Malacka melletti erdőben. Róbert halálával a Dinič-csoport gyakorlatilag megszűnt létezni.

### Magyarországon

#### Prisztás-gyilkosság
1996. november 1-jén Budapesten lelőtték a magyar milliomost, Prisztás Józsefet, aki éppen beszállt az autójába. Az elkövető kerékpáron távozott. Roháč 2018-ban a magyar rendőrségnek beismerte a merényletet. A megbízást Portik Tamás adta.

#### Aranykéz utcai robbantás
1998. július 2-án Roháč Budapesten meggyilkolta Boros Tamást. Roháč a robbanóanyagot a belvárosi Aranykéz utca 2. szám előtt parkoló Fiat gépkocsi alá helyezte. A szerkezet akkor robbant fel, amikor Boros a közelben tartózkodott, és nem csak őt, hanem 3, vele kapcsolatban nem álló járókelőt (köztük egy 24 éves nőt) is megölt, valamint további 20-25 embert, köztük külföldi állampolgárokat is megsebesített. Ez volt az első eset Magyarország történetében, hogy a szervezett bűnözésen belüli leszámolásokban ártatlan járókelők haltak meg. A Budapesti Rendőr-főkapitányság Jozef Roháčot és más bandatagokat gyanúsított a merénylet elkövetésével, azonban a nyomozás 2002-ben megszűnt, mivel nem sikerült bizonyítékot szolgáltatni.

### 2000-es évek

#### Ivo Ružič elleni merényletkísérlet
A 2000-es évek elején a pozsonyi Ružinov kerületben egy Takáčovci nevű banda virágzott. Róbert Lališ úgy vélte, hogy veszélyeztetik saját Sýkorovci bandájának illegális tevékenységét. Miután a Sýkorovci egyik prominens tagja, Peter Havasi 2004-ben röviddel egy merénylet után meghalt, Lališ, aki a Takáčovci-t hibáztatta (bár tagjaikat 2016-ban felmentették), úgy döntött, hogy bosszút áll Havasiért, és megöli a csoport egyik magas rangú tagját. Ivo Ružičot választotta, azonban Ružič általában fekete Mercedes G-t vezetett, amiről azt hitték, hogy páncélozott, ami nagyon megnehezítette a merényletet. Ružič egy Astra nevű bárba járt, ezért Lališ úgy döntött, hogy robbanószerkezetet helyeztet el a bejárat mellett és erre a feladatra Roháčot bérelte fel. Lališ emberei e célból még rejtett kamerát is használtak, hogy rögzítsék Ružič viselkedési mintáit és egy ajtónyúlványt is építettek, hogy elrejtsék a robbanószert. Ružič azonban a bomba elhelyezése után váratlanul abbahagyta az Astra látogatását. Lališ úgy döntött, hogy a merénylet előkészületeit egy Jadran nevű helyen végzi el, ahol Ružičnak irodája volt. Roháč kocogónak vagy kerékpárosnak álcázva figyelte a helyet. A Jadran hátsó bejárata mellé mágnessel 2-3 kilogramm TNT-nek megfelelő robbanóanyagot erősítettek. Roháč 2004. december 2-án délután 1 óra körül távolról felrobbantotta a robbanószerkezetet, amikor Ružič testőrei kíséretében az ajtóhoz lépett. A robbanás olyan erős volt, hogy az egész fal Ružičra omlott. Ő és két testőre túlélte a robbanást, de több súlyos sérülést és részleges halláskárosodást szenvedett. További 6 ember megsérült és 20 autó megrongálódott.

### Egyéb jelentős bűncselekmények
- Daler Hlavačka, az ukrán maffia szlovákiai tagja meggyilkolása.
- Roman Deák, ellentmondásos pozsonyi vállalkozó meggyilkolása.
- Jozef Kucmerko, a szlovákiai Dubnicán élő szervezett bűnöző főnök meggyilkolása.
- A budapesti rendőrség szerint a Roháč által vezetett banda felelős a Fidesz és a Független Kisgazdapárt székházai, valamint két budapesti parlamenti képviselő otthona ellen 1998 tavaszán és nyarán elkövetett robbantásos merényletekért.[25]

## Jogi problémák
Jozef Roháčot 2008-ban tartóztatták le Magyarországon Seres Zoltán üzletember ellen 1997 júniusában elkövetett merényletkísérlet vádjával, és 2010 októberében töltötte le büntetését. Roháč ujjlenyomatát megtalálták azon a szerkezeten, amely Seres autójának aljáról levált, és nem robbant fel. A rendőrség nem tudott elegendő bizonyítékot szerezni ahhoz, hogy az ügyészség Seres Zoltán előkészített kivégzésének ügyét szorgalmazza, ami sokkal magasabb büntetést jelentene, így csak 2 év börtönbüntetésre ítélték és 3 évre kitiltották Magyarország területéről. Roháč 2010. október 26-án szabadult.
Miután kiszabadult a börtönből, egy 2008-ban vett DNS-mintát végül sikerült összevetni a Fenyő János magyar médiamogul feltételezett gyilkosa által 1998-ban hátrahagyott mintákkal. A Fővárosi Főügyészség 2011. május 4-én vizsgálatot indított a DNS azonosításának elhúzódása miatt, miután nemrég elutasította a Nemzeti Nyomozó Iroda magyarázatát. Magyarországon a bűnözőktől vett DNS-mintákat automatikusan össze kell vetni a korábbi bűncselekmények helyszínein vett azonosítatlan mintákkal. A Népszabadság szerint nem világos, hogy a késedelmet a rendőrség vagy más hatóság okozta.

## A kultúrában
- Jozef Roháč szerepel a Násilí (Erőszak) című 1994-es könyvben, amelyet Fedor Gál ismert szlovák szociológus és volt VPN-elnök állított össze más szerzőkkel. Az egyik fejezet lényegében a Gál által Roháčcsal valószínűleg 1993 elején készített interjú magnófelvételének átirata.[29]
- 2010-ben jelent meg Martin Mózer szlovák újságíró Jozef Roháč – štvrťstoročie na úteku (Jozef Roháč – negyedszázad menekülésben) című könyve. A könyv 328 oldalas és szlovák nyelven íródott.[30]
- A 2015-ben megjelent Vérösvény című játékfilmben Kis Géza alakítja Jozef Roháčot[31][32]
- A 2025-ös Cernak című szlovák filmben

## Fordítás
- Ez a szócikk részben vagy egészben  a   Jozef Roháč című angol Wikipédia-szócikk ezen változatának fordításán alapul.  Az eredeti cikk szerkesztőit annak laptörténete sorolja fel. Ez a jelzés csupán a megfogalmazás eredetét és a szerzői jogokat jelzi, nem szolgál a cikkben szereplő információk forrásmegjelöléseként.